# Дрейф льда
Дрейф льда — движение льда в море или океане под действием ветра и течений. Самый масштабный дрейф льда происходит в Арктике, именно там он давно и усиленно исследуется.

## Общая картина дрейфа льдов в Арктике
Дрейф льдов в Арктике в основном представлен двумя крупномасштабными движениями:
- антициклонический (то есть по часовой стрелке, если смотреть сверху) круговорот льдов в центральной части Арктики
- выход льдов из Северного Ледовитого океана в Гренландское море тремя параллельными потоками вдоль восточного побережья Гренландии.

Попадая в круговорот, льды Карского моря выносятся в Гренландское море за 1—2 года, льды моря Лаптевых — за 2—3 года, льды Восточно-Сибирского моря — за 3—4 года, льды Чукотского моря — за 4—5 лет.:104 Главную роль во втором движении играет Восточно-Гренландское течение.

## Начальный период исследования
Информация по дрейфу льда начала накапливаться еще в первых полярных экспедициях. В частности, это дрейф судна «Ганза» у берегов Гренландии в 1869 году,:121 арктическая экспедиция на судне «Адмирал Тегетгофф» в 1872—1873 гг.,:92 экспедиция Де Лонга на судне «Жаннетта» в 1879—1881 гг.,:111 экспедиция на судне «Димфна» в 1882—1883 гг.:92

## Правила Нансена
Регулярные систематические наблюдения дрейфа льда были начаты Ф. Нансеном во время полярной экспедиции 1893—1896 гг. на судне «Фрам».:95 Корабль дрейфовал от Новосибирских островов до северной части Гренландского моря,:111 и Нансен отмечал характеристики погоды и льда по всему пути следования.
Нансен вывел два простых правила, известных как «правила Нансена», которые с тех пор часто находили применение на практике::112
- скорость дрейфа льда составляет примерно 2 % от скорости вызвавшего его ветра
- направление дрейфа льда — 30 градусов вправо от направления вызвавшего его ветра

Замечательное применение правила Нансена получили уже в 1924 году, когда профессор Владимир Юльевич Визе, анализируя научные результаты экспедиции на судне «Св. Анна», отметил в одном из арктических районов отклонения направления фактического дрейфа судна от предсказываемого вторым правилом Нансена. Визе предположил наличие суши в этом районе. Экспедиция на судне «Георгий Седов» в 1930 году подтвердила это предположение, открыв остров, названный в честь открывшего его на бумаге учёного Островом Визе.:113—114

## Барический дрейф
Кроме упомянутой экспедиции на судне «Св. Анна», из арктических экспедиций начала—первой половины XX века наиболее примечательными дрейфами во льдах были дрейф капитана Бартлетта на судне «Карлук» в 1913—1914 гг., дрейф экспедиции Р. Амундсена от острова Врангеля до Новосибирских островов на судне «Мод» в 1922—1924 гг.,:111—112 дрейф парохода «Челюскин» в 1933—1934 гг., дрейф парохода «Ленин» в 1937—1938 гг., дрейф первой дрейфующей станции «Северный полюс-1» в 1937—1938 гг., легендарный дрейф «Георгия Седова» в 1937—1940 гг.:92
Кроме того, в арктических областях к концу 1930-х гг. уже существовала сеть метеорологических станций, что позволяло учёным сопоставлять данные по дрейфу льдов с картами погоды. Сопоставив карту дрейфа «Георгия Седова» с картой распределения атмосферного давления на тот период, советский учёный Н. Н. Зубов заметил, что дрейф происходил по изобарам. Дрейф «Георгия Седова» был особо выделен потому, что на большом протяжении он практически соответствовал пути ветра, отклоняясь от него вправо на 30 градусов по второму правилу Нансена, а влияние течений и берегов было очень слабым.
По аналогии с правилами Нансена Зубов сформулировал два правила барического дрейфа льдов::115—116
- направление дрейфа льда совпадает с направлением изобар, причём область повышенного давления находится справа, а пониженного давления — слева
- скорость дрейфа пропорциональна градиенту атмосферного давления (то есть обратно пропорциональна расстоянию между изобарами)

Направление дрейфа льда было выведено Зубовым на основании того, что под влиянием трения о поверхность Земли и силы Кориолиса ветер отклоняется на 30 градусов влево от изобары, а по второму правилу Нансена судно отклоняется на 30 градусов вправо от направления ветра.:115—117
Во второй половине XX века добавились наблюдения за дрейфом льда многочисленных советских и нескольких американских дрейфующих станций. Они позволили российским учёным обобщить первое правило Зубова, поскольку сумма угла отклонения дрейфующего во льдах судна от направления ветра и угла отклонения направления ветра от изобары оказалась не всегда равной нулю, то есть корабль не всегда будет двигаться точно по изобаре.:98